# Латинські та грецькі назви вітрів за сторонами світу

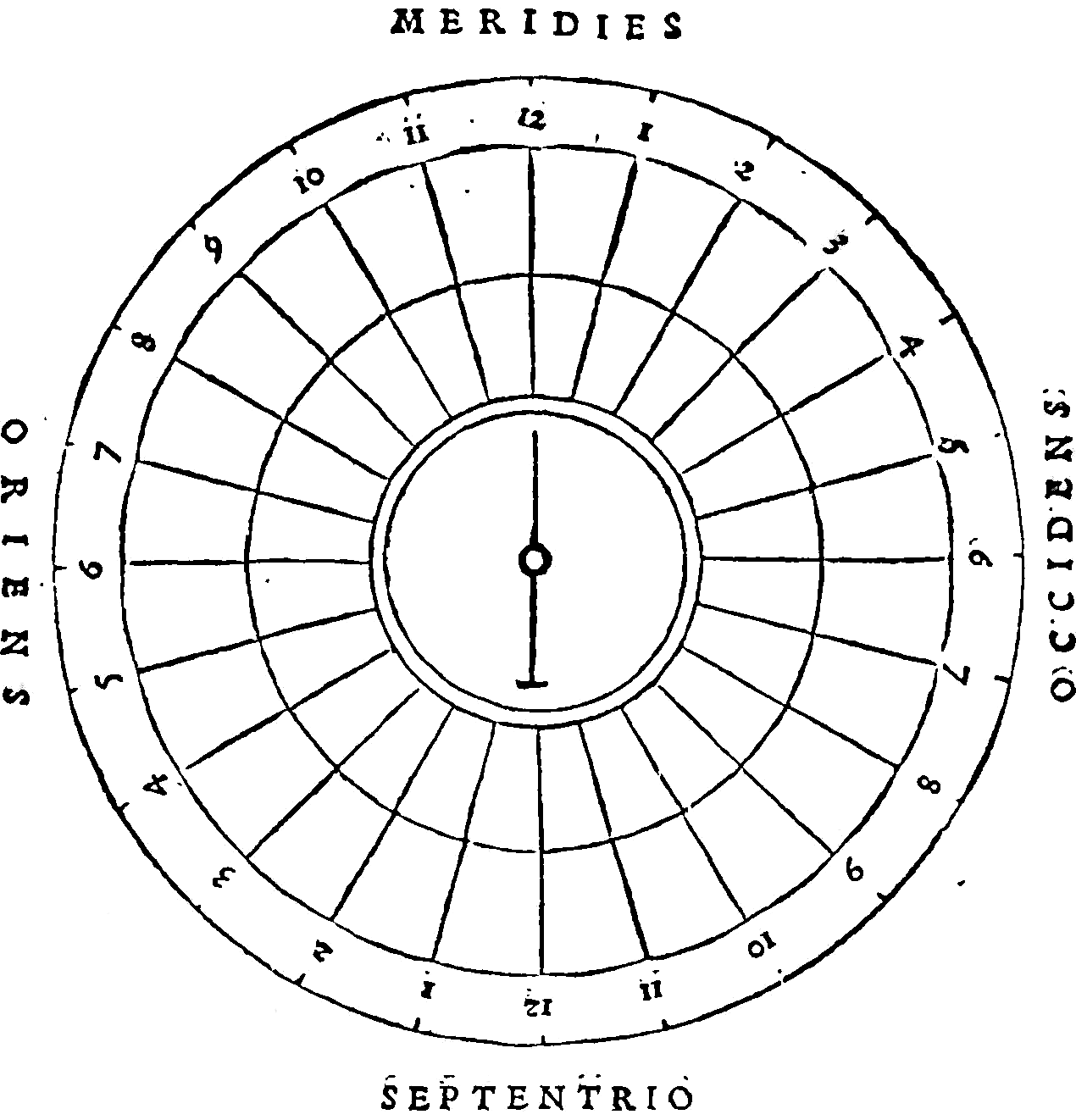
Схема напрямків вітрів за Георгіус Агрікола, De Re Metallica (1556 р.).

Латинські та грецькі назви вітрів за сторонами світу
Відомо різні системи вітрів, які розрізнялися у грецькій та латинській культурах за сторонами світу. Ці системи включали 4, 12, 14 і 24 вітри, які розрізняли за орієнтацією відносно сторонін світу.
Використовували ці системи вітрів (їх назви) у мореплавстві, описі місцевості, у гірництві і т.і.
- По-перше, по чотирьох головних напрямах за сторонами світу римляни і греки вирізняли чотири головних вітри. У римлян: субсолан (східний), протилежний йому фавоній (західний); австр (південний), протилежний йому септентріон (північний). У греків відповідно: апеліотом, зефір, нот, апарктій.

- По-друге, розрізнялися ще 20 другорядних (проміжних) вітрів відповідно числу напрямів, оскільки між кожними двома головними вітрами розрізняли ще п'ять другорядних вітрів. Ось як описує Георгіус Агрікола у своїй книзі De Re Metallica (1556 р.) цю класифікацію вітрів (див. рис.):

| Подібно чотирьом головним напрямам за сторонами світу існують чотири головних вітри: субсолан, що дує зі сходу, протилежний йому фавоній, що дує із заходу; останній греки називали зефіром, а перший апеліотом. Потім є австр, що дує з півдня, і протилежний йому септентріон, що дує з півночі: перший називається у греків нот, а другий апарктій. Крім того, розрізнюють 20 другорядних вітрів відповідно числу напрямів, оскільки між кожними двома головними вітрами є п'ять другорядних вітрів. Між субсоланом і австром ближе всього до субсолана розташований орнітій, а за ним йдуть цепій і евр, що знаходиться посередині, між п'ятьма вітрами. Наступний вултурн і, нарешті, евронот, найбільш близький до австра. Всі ці вітри, за винятком вултурна, отримали у греків особливі назви. Ті, хто не бажає розрізнювати вітри з такою великою точністю, кажуть, що всі ці вітри відповідають тому, який греки називають евром. Між австром і фавонієм, ближче за інших до австра праворуч знаходиться алтан. Далі слідує лібонот, потім африк, що займає середнє місце серед п'яти вітрів. За ним слідує субвеспер і, нарешті, аргест зліва від фавонія. Всі вони, крім лібонота і аргеста, мають латинські назви. Греки називають африк ліпсом. Так само між фавонієм і септентріоном знаходяться: етезій, праворуч від фавонія, далі цирцій, кавр, що займає середнє місце в цій п'ятірці, за яким слідує кор, і, нарешті, трасцій, зліва від септентріона. Ці вітри, за винятком кавра, отримали назви від греків. Ті, хто, однак, не бажає так ретельно розрізнювати, вітри, знайдуть, що грецький кор і латинський кавр один і той же вітер. Нарешті, між септентріоном і субсоланом, знаходяться, по-перше, галлік праворуч від септентріона, потім супернат, далі аквілон, що займає середнє місце в цій п'ятірці, далі борей і, нарешті, карбас зліва від субсолана. Ті, хто не допускає такої безлічі вітрів, а приймає число їх рівним 12 і найбільше 14, розуміють під грецьким бореєм і латинським аквілоном один і той же вітер. Але для наших цілей (для гірництва - прим. ред.) корисно не тільки прийняти таке велике число вітрів, але навіть подвоїти його, як і роблять німецькі моряки, що постійно застосовують ще один напрям вітру, середній між двома сусідніми, назву якого вони складають, використовуючи ці сусідні назви. |